# Punchline (bedrijf)
Punchline is een Japans bedrijf dat computerspellen ontwikkelt.
Het bedrijf werd opgericht door voormalig Love-de-Lic medewerker Yoshiro Kimura. In juni 2006 had het bedrijf ongeveer 25 medewerkers. Kimura werkt momenteel voor Marvelous Interactive, waardoor de huidige status van het bedrijf Punchline onbekend is.

## Spellen
- Chulip (2002, PlayStation 2)
- Rule of Rose (2006, PlayStation 2)